# Opposites
Opposites es el sexto álbum de estudio de la banda escocesa Biffy Clyro. Fue lanzado el 28 de enero de 2013. Es un álbum doble, Opposites, se anunció originalmente como un par de álbumes, The Land at the End of Our Toes y The Sand at the Core of Our Bones, que más tarde se convirtieron en los nombres de los discos individuales del álbum. 
El álbum incluye 20 canciones en dos discos. También hay una versión de un solo disco con 14 pistas seleccionadas. En julio de 2016, el álbum vendió 260.720 copias en el Reino Unido.

## Lista de canciones
Todas las canciones escritas y compuestas por Simon Neil. 
| The Sand at the Core of Our Bones |                        |          |  |
| N.º                               | Título                 | Duración |  |
| 1.                                | «Different People»     | 5:11     |  |
| 2.                                | «Black Chandelier»     | 4:04     |  |
| 3.                                | «Sounds Like Balloons» | 3:46     |  |
| 4.                                | «Opposite»             | 3:55     |  |
| 5.                                | «The Joke's on Us»     | 3:34     |  |
| 6.                                | «Biblical»             | 3:58     |  |
| 7.                                | «A Girl and His Cat»   | 3:29     |  |
| 8.                                | «The Fog»              | 4:41     |  |
| 9.                                | «Little Hospitals»     | 3:32     |  |
| 10.                               | «The Thaw»             | 3:42     |  |

| Edición de lujo (iTunes) |                                     |          |  |
| N.º                      | Título                              | Duración |  |
| 11.                      | «The Sand at the Core of Our Bones» | 1:47     |  |

| The Land at the End of Our Toes |                              |          |  |
| N.º                             | Título                       | Duración |  |
| 1.                              | «Stingin' Belle»             | 4:25     |  |
| 2.                              | «Modern Magic Formula»       | 3:54     |  |
| 3.                              | «Spanish Radio»              | 3:51     |  |
| 4.                              | «Victory Over the Sun»       | 3:59     |  |
| 5.                              | «Pocket»                     | 3:06     |  |
| 6.                              | «Trumpet or Tap»             | 3:56     |  |
| 7.                              | «Skylight»                   | 3:44     |  |
| 8.                              | «Accident Without Emergency» | 4:52     |  |
| 9.                              | «Woo Woo»                    | 2:18     |  |
| 10.                             | «Picture a Knife Fight»      | 3:53     |  |

| Edición de lujo (iTunes) |                                   |          |  |
| N.º                      | Título                            | Duración |  |
| 11.                      | «The Land at the End of Our Toes» | 2:16     |  |
| 12.                      | «Pocket (Acústico)»               | 3:00     |  |

## Posiconamiento en lista
| Lista (2013)                      | Posición |
| --------------------------------- | -------- |
| Alemania (Offizielle Top 100)     | 5        |
| Australia (ARIA)                  | 22       |
| Dinamarca (Hitlisten)             | 35       |
| Países Bajos (Album Top 100)      | 22       |
| Hungarian Albums (MAHASZ)         | 11       |
| Irish Albums (IRMA)               | 3        |
| Nueva Zelanda (Recorded Music NZ) | 25       |
| Reino Unido (UK Albums Chart)     | 1        |
| Suiza (Schweizer Hitparade)       | 2        |

## Personal
Biffy Clyro
- Simon Neil – Voz, guitarra
- James Johnston – bajo, voz
- Ben Johnston – batería, voz